# Колесников, Иван Иванович
Иван Иванович Колесников (1905—1955) — зоолог, работавший в Средней Азии и описавший в честь своего учителя новый вид и род тушканчиков Allactodipus bobrinskii. 

## Биография
Будучи студентом в июне-июле 1925 года участвовал в экспедиции под руководством профессора Д. Н. Кашкарова, организованной Ташкентским  музеем, в окрестности озера Сары-Челек на Чаткальском хребте. В этой экспедиции также участвовали Н. А. Бобринский, И. В. Янковский,  И. И. Бездека, Н. В. Андросов,  С. М. Алексеева и студенты И. И. Колесников, Б. А. Кузнецов (МГУ),  В. Кутьева,  С. В. Яковлева и А. И. Янковская, а также Ю. Д. Кашкаров. В пределах Узбекистана экспедиция вела сборы на отрезке маршрута между Наманганом и кишлаком Нанай. По результатам экспедиции было решено ходатайствовать об организации в исследованном районе заповедника, что удалось осуществить уже другим учёным спустя много лет.
По сведениям, собранным А. Ф. Ковшарём,  в 1927 году  Колесников проходил студенческую практику на Камчатке и Чукотском полуострове, откуда привёз небольшую орнитологическую коллекцию.
В 1928 году окончил кафедру зоологии позвоночных Средне-азиатского государственного университета (САГУ).
Осенью 1930 года изучал грызунов-вредителей плантации каучуконоса "тау-сагыза" в южном Казахстане. В 1931 и 1932 годах исследовал  долины многих рек Узбекистана для изучения пластинчатозубой крысы.
С 1934 года начал работать на кафедре зоологии позвоночных  САГУ.
В 1936-1937 годах вместе с Т. 3. Захидовым участвовал в Кенимехской комплексной экспедиции по изучению природы южных Кызылкумов, организованной Среднеазиатским университетом. В сезоны 1934 и 1935 годов в этой экспедиции работали Н. А. Бобринский и В. П. Курбатов, a Колесников и Захидов сменили их. В обязанности И. И. Колесникова входило и проведение орнитологических сборов.
С 2 июня по 28 августа 1937 года экспедиция Среднеазиатского университета в составе И. И. Колесникова, Д. Ф. Железнякова и А. Горбова обследовала в отрогах Чаткальского хребта бассейны рек Кызылсай и Шавассай.
В 1944 году И. И. Колесников участвовал в комплексной экспедиции Среднеазиатского университета (совместной с АН УзССР). Задачей этой экспедиции было всестороннее обследование природы и ресурсов Каракалпакского Устюрта и прилегающих частей дельты Амударьи. Работы шли  с 18 октября по 13 ноября, в них кроме Колесникова участвовали В. П. Костин и О. П. Богданов.
В последующие годы несколько раз выезжал в составе экспедиций кафедры в Кызылкумы. Осенью 1946  и весной 1947 года исследовал фауну северных склонов Туркестанского хребта. В 1937-1938 и 1948-1950 годах неоднократно обследовал ближайшие к Ташкенту склоны Кураминского хребта, изучал орнитофауну Чаткалького заповедника. В 1952 г. участвовал в комплексной экспедиции  САГУ на трассу Каракумского канала и обследовал позвоночных животных хребта Кюрендаг.
Кандидат биологических наук, доцент Ташкентского государственного университета.
Скончался в 49-50 лет, причины смерти неизвестны.

## Публикации
- Аринкина Т., Колесников И. И. 1927 Дальнейшие наблюдения над биологией воробья и приносимым им вредом // Бюлл. САГУ, No 16,
- Колесников И. И. Материалы к изучению значения некоторых грызунов для новых каучуконосных культур. // Труды по защите растений, 4 серия; позвоночные, вып. 2, Л., 1932
- Колесников И. И. Инструкция для наблюдения за вредными грызунами Средней Азии, 1932.
- Колесников И.И. 1934. Вредные грызуны каучуконоса тау-сагыз. М.-Ташкент: Среднеазиатск. отд. ОГИЗа. 96 с.
- Колесников И.И. 1934. Адаптивные признаки в строении баклана. // Вопросы экол. и биоценол.,  вып. 10, с. 138-167.
- Колесников И. И. Краснохвостая песчанка: Материалы к биологии, экономическому значению и мерам борьбы. // Труды Среднеазиатского государственного университета. Серия VIII-а. Зоология; Вып. 19. Ташкент: Изд-во Среднеаз. гос. ун-та, 1935. - 24 с.
- Колесников И. И., 1937. Новый род и вид тушканчика из Кизыл-Кумов. // Бюллет. Ср.-Аз. гос. ун-та, вып. 22, № 29, стр. 255-261.
- Колесников И. И. Пластинчатозубая, или земляная, крыса в Средней Азии. // Бюл. САГУ, вып. 23, Ташкент, 1945;
- Колесников И. И. К биологии и экономическому значению пластинчатозубой крысы (Nesokia indica). // Изв. АН УзССР, Ташкент, № 5, 1947
- Колесников И. И. Грызуны южных Кызыл-Кумов и материалы к их экономическому значению на пастбищах пустыни // Бюлл. Среднеаз. го ун-та, 1949, Вып. 28. С. 129-156.
- Колесников И. И. Дополнение к списку птиц Казахстана. // Изв. AH УзССР. 1951, т. 6. С. 76-77.
- Колесников И. И. О позвоночных животных южного Устюрта и их хозяйственном значении. // Труды САГУ, вып. XXXI, 1952;
- Колесников И. И. Грызуны / Фауна Узбекской ССР. Млекопитающие / Ташкент, 1953. - Т. 3. - вып. 5. - 137 с.
- Колесников И. И. 1953. К вопросу акклиматизации сурка в заповеднике Гуралаш. // Тр. Инст. зоол. и паразитол. АН Узб. ССР, 2 : 38—56.
- Колесников И. И. 1954. Грызуны Янгимазарского массива и их динамика. // Труды Ин-та зоологии и паразитологии (Акад. наук Узбек. ССР ), т. 3, с. 135-157.
- Колесников И. И., Хейман Н. А. О систематических взаимоотношениях между земляными крысами Средней Азии. «Изв. АН УзбССР» , No 4 , 1955
- Колесников И. И., 1956. Фауна наземных позвоночных Кюрендага // Тр. Средне-аз. ун-та. Нов.сер., вып.86. - С. 151-214.
- Железняков Д. Ф., Колесников И. И. Фауна позвоночных горно-лесного заповедника. // Труды горно-лесного государственного заповедника. Ташкент. 1958. Вып. 1. С. 94-116.